# Fábrica de gas de Oviedo
La antigua fábrica de gas de Oviedo  es un complejo industrial clausurado, ubicado en la ciudad asturiana de Oviedo. 
Situada entre las calles Paraíso, Postigo y Azcárraga ocupa una superficie de 12.000 metros cuadrados, actualmente en desuso. 

## Historia

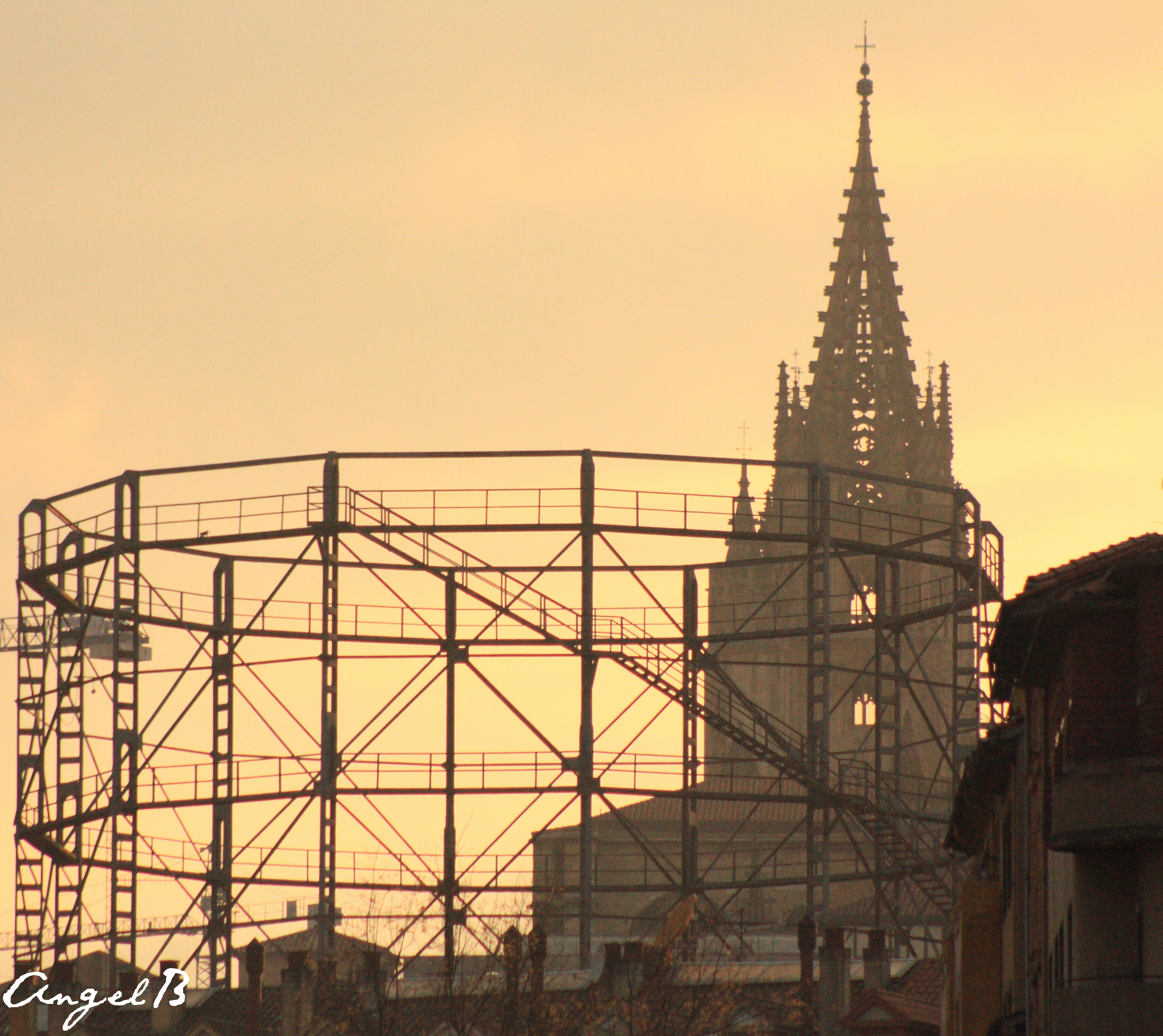
Antiguo gasómetro y torre de la Catedral de Oviedo

La Fábrica de gas y electricidad de Oviedo fue un proyecto que se remonta a 1830, promovido por la Sociedad Popular Ovetense, empresa fundada por 751 vecinos de Oviedo con un capital de cuatro millones de pesetas. El objetivo de su creación fue la necesidad de abastecer agua potable a la ciudad y suministrar alumbrado y fuerza motriz a Oviedo. La producción de energía utilizó varios saltos de agua y centrales térmicas y desde enero de 1918 surtió de alumbrado a las localidades de Oviedo, San Claudio, Lugones, Cayés, Colloto y proporcionó energía a fábricas como la de Armas, la de Metales de la Sociedad Industrial Asturiana y la de Explosivos de Santa Bárbara. La construcción de la Fábrica de gas se inicia en 1858 con seis hornos de seis retortas con una capacidad productiva de 700 metros cúbicos de gas en marcha normal de 24 horas. Las instalaciones se completaban además de un condensador de agua, cuatro depuradoras y un lavabo capaces para una fabricación de 4.000 metros cúbicos.
El gasómetro, su elemento más característico fue construido entre 1958 y 1961. EL complejo sufrió diferentes reformas siendo las más importantes las diseñadas por Ildefonso Sánchez del Río y Vaquero Palacios, construyendo en los años 30 algunos edificios enmarcados en el Movimiento Moderno y registrados en el DOCOMO Ibérico. Permanecen en pie el almacén de carbón, gasómetro, oficinas, edificio de servicios múltiples y la puerta de entrada con arco rebajado y cartel corporativo en cerámica. Los edificios conservados más antiguos datan de 1880. La fábrica fue el único proveedor de alumbrado público en toda la ciudad durante cuarenta y cinco años.
La fábrica cesó definitivamente su actividad el 9 de julio de 1985.
En trámite de ser declarada Bien de Interés Cultural es propiedad de Hidroeléctrica del Cantábrico. Constituye uno de los últimos ejemplos de patrimonio industrial en la ciudad de Oviedo junto con la Fábrica de Armas de La Vega.
Actualmente se debate sobre su futuro.